# Patrick Risch
Patrick Risch (ca. 1965) is een Belgisch sportbestuurder.

## Levensloop
Risch liep school aan het Sint-Romboutscollege. Vervolgens studeerde hij zoölogie aan de UIA, alwaar hij in 1987 afstudeerde.
Door toedoen van zijn dochters werd hij actief in het korfbal. In 2021 werd hij aangesteld als voorzitter van het comité 'reglementen' binnen de Koninklijke Belgische Korfbalbond (KBKB). Hieraan voorafgaand was hij reeds enkele jaren actief als wedstrijdjury. Op 19 juni 2022 volgde hij Daniëlle Ruts op als voorzitter van deze sportbond.